# Xysticus parapunctatus
Xysticus parapunctatus là một loài nhện trong họ Thomisidae.
Loài này thuộc chi Xysticus. Xysticus parapunctatus được miêu tả năm 1995 bởi Da-xiang Song & Zhu.